# Edda Adler
Edda Adler de Graschinsky (Los Toldos, 9 de agosto de 1937-Buenos Aires, 31 de julio de 2019) fue una química y bióloga argentina, especializada en neurotransmisores y fisiopatología cardiovascular. Se desempeñó como investigadora superior del Consejo Nacional de Investigaciones Científicas y Técnicas de Argentina(CONICET) en el Instituto de Investigaciones Farmacológicas (ININFA).
A lo largo de su carrera, Adler fue galardonada con el Premio Bernardo Houssay en 1992, y con un Diploma al Mérito Konex en Bioquímica y Microbiología en 2003.

## Biografía
Nacida en la localidad bonaerense de Los Toldos el 9 de agosto de 1937, Edda Adler inició sus estudios universitarios en la Facultad de Ciencias Exactas y Naturales de la Universidad de Buenos Aires en 1955, recibiéndose de licenciada en química en 1960; en 1961 inició su doctorado en química, graduándose en 1964 con su tesis titulada Poder antibiótico de cepas de Streptomyces aisladas de muestras de tierra de la República Argentina.
Fue investigadora superior del CONICET desde 1974, desempeñándose en el Instituto de Investigaciones Farmacológicas, del cual fue directora ejecutiva entre 1991 y 2003; además, entre 1997 y 1998 ocupó el cargo de gerente del CONICET. El trabajo de Adler se enfocaba en el estudio de los factores y mecanismos que regulan la liberación de neurotransmisores, y el rol que cumplen los endocanabinoides en la fisiopatología cardiovascular.
En 1985, Adler participó como miembro invitado de la fundación del Serotonin Club, perteneciente a la Clínica Mayo de Rochester, Estados Unidos; en 1986 ingresó a la Comisión Asesora de Ciencias Médicas y luego, en 1987, intervino como jurado en los Premios Nacionales, evaluando en las disciplinas de biología general, zoología y botánica. El Centro de Estudios para el Desarrollo de la Industria Químico - Farmacéutica Argentina (Cediquifa) le otorgó el Premio Bernardo Houssay de Farmacología en 1992, año en el que intervino como jurado en Premio Estímulo a la Investigación Científica, entregado por la Facultad de Farmacia y Bioquímica de la Universidad de Buenos Aires; en 1996 actuó nuevamente como jurado en los Premios Nacionales, evaluando las mismas disciplinas. Dos años después, en 1998, fue nombrada presidente de la Asociación Argentina de Farmacología Experimental.
En 2001, integró el Comité de Selección de las Becas de Investigación Ramón Carrillo - Arturo Oñativia, del Ministerio de Salud Pública de la Nación Argentina y, al año siguiente, la Comisión Asesora de Ciencias de la Salud de la Universidad de Buenos Aires. En el 2003 recibe un Diploma al Mérito en Bioquímica y Microbiología, en el marco de los Premios Konex de aquel año. Es nombrada presidenta de la Comisión Asesora de Ciencias Médicas en 2004; formaba parte de dicho organismo desde 1995 y se desempeñaba como su vicepresidente desde 2003. En 2005, Adler fue nombrada como coordinadora del grupo de análisis de los Premios Houssay, en el área de ciencias biológicas y de la salud. Además, ha ocupado el cargo de investigador superior en distintos organismos, entre los que se destacan la Fundación Alberto Roemmers (1995 - 1997), la Fundación Antorchass (1997 - 2000), el Ministerio de Salud Pública de la Nación Argentina (2000 - 2002) y el Fondo para la Investigación Científica y Tecnológica (desde el 2000 en adelante). Ha publicado trabajos en revistas especializados, varias de ellas de circulación internacional; de hecho, entre 1965 y 2005 ha publicado sesenta y seis artículos en dichas revistas.

## Premios
- Premio Bernardo Houssay: Farmacología (1992).[1]
- Premios Konex: Diploma al Mérito - Bioquímica y Microbiología (2003).[4]